# Сидоренко, Марк Лаврентьевич
Марк Лаврентьевич Сидоренко (азерб. Mark Lavrentyeviç Sidorenko; 27 апреля 1904, Ейский отдел — 3 июля 1964, Нухинский район) — советский азербайджанский хлебороб, Герой Социалистического Труда (1948).

## Биография
Родился 27 апреля 1904 года в станице Старолеушковской Ейского отдела Кубанской области (ныне станица в Павловском районе Краснодарского края, Россия).
В 1930—1964 годах — механик, старший механик, старший инженер зернового совхоза имени Орджоникидзе Нухинского района. В 1947 году получил урожай пшеницы 31,11 центнер с гектара на площади 80,06 гектаров.
Указом Президиума Верховного Совета СССР от 5 апреля 1948 года за получение высоких урожаев пшеницы в 1947 году Сидоренко Марку Лаврентьевичу присвоено звание Героя Социалистического Труда с вручением ордена Ленина и золотой медали «Серп и Молот».
Активно участвовал в общественной жизни Азербайджана. Член КПСС с 1954 года.
Скончался 3 июля 1964 года в городе Нуха.